# バッチャーニ広場駅
座標: 北緯47度30分23.36秒 東経19度02分19.11秒 / 北緯47.5064889度 東経19.0386417度
バッチャーニ広場駅（バッチャーニひろばえき、ハンガリー語: Batthyány tér）とは、ハンガリー共和国ブダペスト県ブダペスト市に位置するブダペスト地下鉄2号線とブダペスト郊外電車センテンドレ線の駅である。
名前の由来はハンガリー王国の首相であったバッチャーニ・ラヨシュによる。

## 駅構造
ブダペスト地下鉄2号線は島式ホーム1面2線となっている。

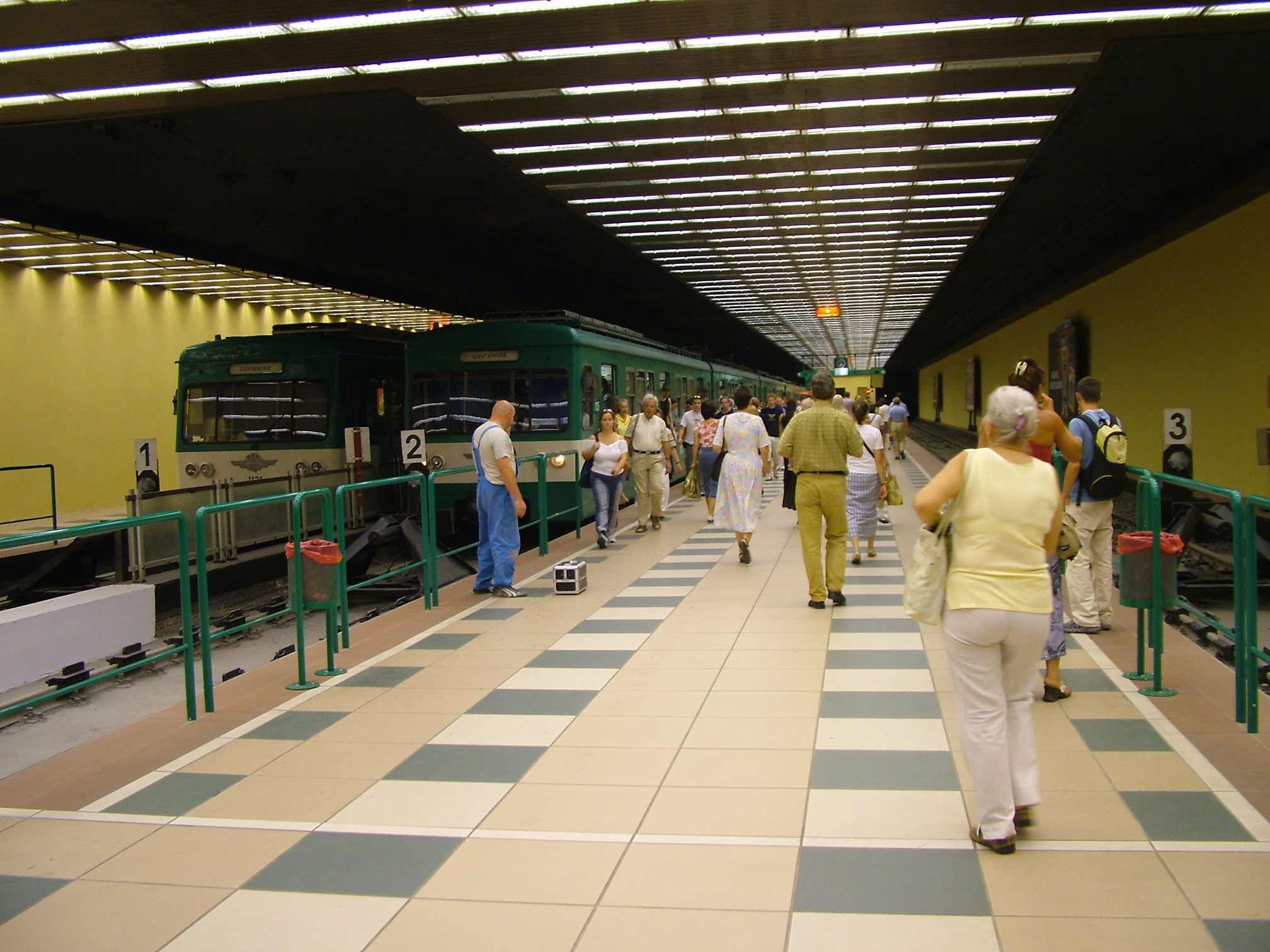
ブダペスト郊外電車線ホーム

## 駅周辺
- バッチャーニ広場

## 歴史
- 1972年12月22日 : 2号線開業。

## 隣の駅
ブダペスト地下鉄
■2号線
セール・カールマーン広場駅 - バッチャーニ広場駅 - コシュート・ラヨシュ広場駅
ブダペスト郊外電車
■センテンドレ線
バッチャーニ広場駅 - マルギット橋駅